# 워게이밍 시애틀
워게이밍 시애틀(Wargaming Seattle)은 옛 가스 파워드 게임스(Gas Powered Games)로도 알려져 있는 미국 워싱턴주 레드먼드에 있는 게임 제작사이다. 《던전 시즈 시리즈》, 《슈프림 커맨더 시리즈》 등의 게임을 개발하였다.
크리스 테일러에 의해 1998년 5월 설립되었고, 2012년 워게이밍에 인수되었다.

## 게임
- 던전 시즈
- 슈프림 커맨더
- 슈프림 커맨더 2
- 에이지 오브 엠파이어 온라인